# Bergö (Västeränga, Lemland, Åland)
Bergö är en ö i Åland (Finland). Den ligger i Skärgårdshavet och i kommunen Lemland i landskapet Åland, i den sydvästra delen av landet. Ön ligger omkring 15 kilometer sydöst om Mariehamn och omkring 270 kilometer väster om Helsingfors.
Öns area är 17,8 hektar och dess största längd är 0,7 kilometer i sydöst-nordvästlig riktning.